# Grand Canyon Bahn
Grand Canyon Bahn was een stalen gemotoriseerde achtbaan in het Duitse attractiepark Phantasialand en stond in het inmiddels opgeheven themagebied Wild West.

## Bouw
Grand Canyon Bahn was gebouwd in het drie jaar eerder gemaakte complex voor Gebirgsbahn. De grote populariteit van deze achtbaan leidde het park tot de aanschaf van een tweede baan in hetzelfde complex. Het was een gethematiseerde omgeving van de Grand Canyon en kruisten daarbij ook enkele keren de achtbaan Gebirgsbahn.
Grand Canyon Bahn was na Gebirgsbahn de tweede achtbaan in Phantasialand.
De in 1978 geopende achtbaan had een maximale hoogte van vijf meter en kon circa 1200 personen per uur verwerken. Het was een baan van het type Alpenblitz II van Anton Schwarzkopf. Hoewel Alpenblitz normaalgezien een vast model is, werd dit exemplaar speciaal voor Phantasialand aangepast aan de omstandigheden van de Gebirgsbahn om in het complex te passen.

## Brand
Op 1 mei 2001 brak in het complex van de Grand Canyon Bahn en de Gebirgsbahn een brand uit. Door de brand was de volledige thematisatie verwoest en liepen beide achtbanen veel schade op, waarop besloten werd beide achtbanen af te breken. De oorzaak van de brand ligt vermoedelijk bij een kortsluiting in de bekabeling van de Grand Canyon Bahn.
Lijst van attracties in Phantasialand · Quick Pass · afbeeldingen